# Byttneria genistella
Byttneria genistella är en malvaväxtart som beskrevs av José Jéronimo Triana och Planch.. Byttneria genistella ingår i släktet Byttneria och familjen malvaväxter. Inga underarter finns listade i Catalogue of Life.